# Valeria Valente
Valeria Valente (Napoli, 16 settembre 1976) è una politica italiana, dal 23 marzo 2018 senatrice della Repubblica per il Partito Democratico, dopo essere stata deputata alla Camera nella XVII legislatura della Repubblica Italiana, ricoprendo diversi incarichi parlamentari.
È stata candidata a sindaco di Napoli per il Partito Democratico e il centro-sinistra alle elezioni comunali del 2016, arrivando tuttavia terza, dietro a Gianni Lettieri del centro-destra e all'uscente Luigi de Magistris, rimanendo esclusa dal ballottaggio.

## Biografia
Sin da giovane è attiva nella politica del movimento studentesco, con cui a 18 anni diventa coordinatrice cittadina per Napoli e un anno dopo entra nell'esecutivo nazionale dell'Unione degli Studenti, così si trasferisce a Roma per continuare la carriera politica.

### Consigliera e assessora comunale di Napoli
Cresciuta politicamente nella cultura del Partito Democratico della Sinistra (PDS), nel 1997 torna a Napoli con l'obiettivo di candidarsi al consiglio comunale alle elezioni amministrative di quell'anno, per le liste del PDS a sostegno del sindaco uscente di centro-sinistra Antonio Bassolino, venendo eletta consigliera comunale sotto la seconda amministrazione comunale di Bassolino. Nel 1998 aderisce alla svolta di Massimo D'Alema dal PDS ai Democratici di Sinistra (DS), unificando il PDS con altre forze della sinistra italiana.
Alle elezioni amministrative del 2001 venne rieletta consigliera comunale di Napoli, nelle liste dei DS sotto l'amministrazione di Rosa Russo Iervolino, mentre nel 2006 viene nominata assessora con delega al turismo, agli spettacoli e alle pari opportunità della giunta Iervolino durante il periodo dell'emergenza rifiuti in Campania. Ricoprì la carica fino al 2010, quando per scelta lascia la carica per candidarsi a segretaria provinciale del PD di Napoli col sostegno di Antonio Bassolino, venendo poi sconfitta da Nicola Tremante.
Negli anni al governo della città di Napoli consolida le sue competenze in tema di politiche di pari opportunità, sulle politiche antidiscriminatorie, di promozione di azioni positive per la rappresentanza paritaria e la conciliazione dei tempi di vita e di lavoro. È creando un servizio dedicato alle pari opportunità all'interno dell'amministrazione comunale partenopea, facendo adottare in Giunta il tavolo interistituzionale per le politiche di contrasto e prevenzione alla violenza sulle donne, che Valeria prosegue la sua carriera dedicata al mainstreaming e all'empowerment di genere.
È avvocata amministrativista, dal 2009 al 2010 è eletta nell'esecutivo dell'Associazione regionale dei Comuni della Campania.

### Elezione a deputata

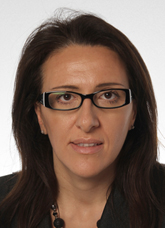
Valeria Valente eletta alla Camera dei deputati nel 2013

Nel 2011 diventa coordinatrice delle donne democratiche della Campania, mentre nel dicembre 2012 partecipa alle elezioni primarie "Parlamentarie” del PD per scegliere i candidati al Parlamento alla imminenti elezioni politiche, ottenendo 6.613 preferenze, venendo candidata alla Camera dei deputati, tra le liste del PD nella circoscrizione Campania 1 in quarta posizione, venendo eletta deputata.
Nella XVII legislatura della Repubblica è stata segretaria dell'ufficio di presidenza della Camera dei deputati, presidente del Comitato per le pari opportunità e componente della 4ª Commissione Difesa, seguendo il tema delle politiche industriali e delle sue ricadute per lo sviluppo del Mezzogiorno.

#### Candidatura a sindaco di Napoli
Nel 2016, in vista delle elezioni amministrative di quell'anno, annuncia la sua candidatura alle elezioni primarie del centro-sinistra per la scelta del candidato sindaco di Napoli, nata da un accordo tra la corrente renziana del PD e quella dei Giovani Turchi del presidente del PD Matteo Orfini a cui la Valente fa riferimento ed è stata esponente, venendo appoggiata da tutti i notabili del partito locale in chiave di contrasto contro il candidato Antonio Bassolino, ex sindaco della città, la quale è cresciuta nella sua area politica all'epoca dell'assessorato nella giunta Iervolino.
Tra gli sfidanti, oltre a Bassolino (già presidente della Regione Campania, Ministro del lavoro e della previdenza sociale e deputato), ci sono: Marco Sarracino, segretario metropolitano dei Giovani Democratici di Napoli e rappresentante la corrente Sinistra Dem di Gianni Cuperlo e della "minoranza dem" all'interno del PD, e l'oncologo Antonio Marfella, sostenuto dal Partito Socialista Italiano.
Alle primarie del 6 marzo vince la competizione a sorpresa con il 43,7% dei voti (13.419), seguita ad un'incollatura da Antonio Bassolino col 42,2% (12.967), con un distacco di soli 452 voti (1,5%), da Sarracino col 10,6% (3.266) e Marfella col 3,4% (1.044) su un'affluenza di 30.963 voti validi (quasi doppia rispetto alle primarie del 2015 per il candidato Presidente della Campania, con 16.500 napoletani al voto).
Si presenta quindi sostenuta da una coalizione più centrista che di centro-sinistra, formata, oltre che dal Partito Democratico (di cui la stessa Valente è esponente), anche da: Napoli Popolare (espressione più del Nuovo Centrodestra), Unione di Centro, Alleanza Liberalpopolare-Autonomie, Moderati, Partito Socialista Italiano, Partito Repubblicano Italiano e Partito Liberale Italiano (federati in un'unica lista), Centro Democratico, Cittadini per Napoli (espressione di Scelta Civica per l'Italia) e tre liste civiche: "Napoli Vale" e "Elaboratorio Nazionale".
Alla tornata elettorale del primo turno raccoglie il 21,13% dei voti, piazzandosi al terzo posto alle spalle del candidato del centro-destra Gianni Lettieri e del sindaco uscente Luigi de Magistris, rimanendo quindi esclusa dal ballottaggio del 19 giugno, al quale risulta rieletto de Magistris. Valente viene comunque eletta consigliera comunale di Napoli, in quanto candidata sindaco, rimanendo in carica fino al 2 luglio 2018, dove ricopre l'incarico di capogruppo PD in consiglio comunale.

### Elezione a senatrice
Alle elezioni politiche del 2018 viene candidata al Senato della Repubblica, tra le liste del Partito Democratico nei collegi plurinominali Campania - 01 in terza posizione e Campania - 02 in seconda posizione, venendo in quest'ultimo eletta senatrice. Nella XVIII legislatura della Repubblica è stata presidente della Commissione parlamentare di inchiesta sul femminicidio, nonché su ogni forma di violenza di genere, segretario della 2ª Commissione Giustizia, vice-capogruppo del gruppo parlamentare del PD al Senato, componente della 1ª Commissione Affari Costituzionali e del Consiglio di garanzia.
Alle elezioni primarie del PD del 2019 sostiene la mozione di Maurizio Martina, segretario uscente del PD rappresentante l'area "filo-renziana" del partito, che risulterà perdente arrivando secondo con il 22% dei voti rispetto a quella di Nicola Zingaretti, presidente della Regione Lazio e candidato con la carriera amministrativa più lunga alle spalle.

### Rielezione al Senato
Alle elezioni politiche anticipate del 2022 viene ricandidata al Senato nel collegio uninominale Campania - 04 (Napoli-Fuorigrotta), sostenuta dalla coalizione di centro-sinistra in quota Partito Democratico - Italia Democratica e Progressista (lista elettorale a cui aderisce il PD), oltreché nelle liste nei collegi plurinominali Campania - 01 e Puglia - 01 in seconda posizione, risultando rieletta nel plurinominale in Puglia, mentre nell'uninominale ottiene il 25,35% dei voti e viene sconfitta dalla candidata del Movimento 5 Stelle Ada Lopreiato con il 41,47%.
Nella XIX legislatura è segretaria dell'ufficio di presidenza del Senato della Repubblica, eletta il 19 ottobre 2022 con 68 voti, componente della 1ª Commissione Affari Costituzionali, della Commissione parlamentare antimafia, della Commissione parlamentare di inchiesta sul femminicidio, nonché su ogni forma di violenza di genere e del Consiglio di garanzia del Senato, dove nel luglio 2023 contribuisce, per quanto astenendosi alla votazione, al ripristino dei vitalizi per gli ex senatori tagliati nel 2018 durante il governo Conte I.
Alle primarie del PD del 2023 sostiene la mozione di Stefano Bonaccini, presidente della Regione Emilia-Romagna dal 22 dicembre 2014, facendo parte del suo comitato promotore, ma viene sconfitto dalla deputata del PD Elly Schlein.